# Sean O'Keefe
Sean O'Keefe (Monterey, 27 de janeiro de 1956) é administrador público dos Estados Unidos, Secretário de Estado da Marinha e diretor de Universidade. Formado pela Universidade Loyola de Nova Orleães, foi o décimo administrador da NASA, entre 2001-2005. Durante a sua administração ocorreu o acidente com o ônibus espacial Columbia.
O asteróide 78905 Seanokeefe leva o seu nome.